# Municipio de Boone (condado de St. Charles)
El municipio de Boone (en inglés: Boone Township) es un municipio ubicado en el condado de St. Charles en el estado estadounidense de Misuri. En el año 2010 tenía una población de 41639 habitantes y una densidad poblacional de 76,69 personas por km².

## Geografía
El municipio de Boone se encuentra ubicado en las coordenadas 38°39′33″N 90°50′12″O / 38.65917, -90.83667. Según la Oficina del Censo de los Estados Unidos, el municipio tiene una superficie total de 542.94 km², de la cual 529.3 km² corresponden a tierra firme y (2.51%) 13.64 km² es agua.

## Demografía
Según el censo de 2010, había 41639 personas residiendo en el municipio de Boone. La densidad de población era de 76,69 hab./km². De los 41639 habitantes, el municipio de Boone estaba compuesto por el 92.3% blancos, el 3.02% eran afroamericanos, el 0.23% eran amerindios, el 2.2% eran asiáticos, el 0.02% eran isleños del Pacífico, el 0.79% eran de otras razas y el 1.44% pertenecían a dos o más razas. Del total de la población el 2.38% eran hispanos o latinos de cualquier raza.